# Відеографія Queen
Нижче перераховане є відеографією британського рок-гурту «Queen». Вона поділяється на збірки відеокліпів, відеозаписи концертів і документальні фільми про гурт.

## Збірки відеокліпів
| Назва                                                        | Інформація |
| ------------------------------------------------------------ | --- |
| «Greatest Flix»                                              | - Випущено 2 листопада 1981 року - Формат — VHS |
| «The Works Video EP»                                         | - Випущено 19 листопада 1984 року - Формат — VHS |
| «Who Wants to Live Forever»                                  | - Випущено 20 жовтня 1986 року - Формат — VHS |
| «Bohemian Rhapsody»                                          | - Випущено 30 березня 1987 року - Формат — VHS |
| «The Miracle EP»                                             | - Випущено 30 березня 1987 року - Формат — VHS |
| «Greatest Flix II»                                           | - Випущено 28 жовтня 1991 року - Формат — VHS |
| «Box of Flix»                                                | - Бокс-сет, до якого увійшли збірки «Greatest Flix» і «Greatest Flix II» - Випущено 28 жовтня 1991 року - Формат — VHS                                                                  |
| «Classic Queen»                                              | - Випущено 13 жовтня 1992 року тільки в США - Формат — VHS |
| «Greatest Hits»                                              | - Випущено 13 жовтня 1992 року тільки в США - Формат — VHS |
| «Made in Heaven — The Films»                                 | - Випущено 11 листопада 1996 року (VHS) і 24 березня 2003 року - Формат — VHS і DVD |
| «Queen Rocks — The Video»                                    | - Випущено у 1999 році - Формат — VHS |
| «Greatest Flix III»                                          | - Випущено 6 грудня 1999 року - Формат — VHS |
| «Greatest Video Hits 1»                                      | - Випущено 12 жовтня 2002 року - Формат — DVD - Чарти — № 1 Велика Британія, Німеччина (золото), Іспанія (золото), США (платина) № 2 Австралія (платина (6х)), Данія, Швеція № 3 Італія |
| «Greatest Video Hits 2»                                      | - Випущено 25 листопада 2003 року - Формат — DVD - Чарти — № 1 Велика Британія (двічі платина), Ірландія № 2 Іспанія № 4 Німеччина, Італія                                              |
| «Jewels»                                                     | - Випущено 28 квітня 2004 року тільки в Японії - Формат — DVD - Чарты — № 1 Японія |
| «A Night at the Opera — 30th Anniversary Collectors Edition» | - Випущено 21 листопада 2005 року - Формат — DVD |

## Документальні фільми про гурт Queen
| Назва                                     | Інформація           |
| ----------------------------------------- | -------------------- |
| «The Queen Phenomenon»                    | - Випущено 1995 року |
| «Queen: Magic Years — A Visual Anthology» | - Випущено 1987 року |
| «Freddie Mercury, the Untold Story»       | - Випущено 2009 року |
| «Queen: Days of Our Lives»                | - Випущено 2011 року |

## Концертні відео
| Назва                                       | Інформація |
| ------------------------------------------- | --- |
| «Live in Japan»                             | - Випущено 1982 року тільки в [Японії - Формат — VHS |
| «We Will Rock You»                          | - Випущено 10 вересня 1984 року на VHS і 30 жовтня 2001 року на DVD - Формат — VHS і DVD |
| «Live in Rio»                               | - Випущено 13 травня 1985 року - Формат — VHS |
| «Live in Budapest»                          | - Випущено 16 лютого 1987 року - Формат — VHS і Blu-Ray (випущено у 2012 році) |
| «Rare Live»                                 | - Випущено 21 серпня 1989 року - Формат — VHS |
| «Queen at Wembley»                          | - Випущено 3 грудня 1990 року на VHS і 17 червня 2003 року на DVD - Формат — VHS і DVD - Чарти: — № 1 Австралія (платина (6х)), Австрія (золото), Велика Британія (чотирижди платина), Німеччина (золото (5х)), Іспанія (платина), Італія, Нідерланди (двічі платина), Португалія (платина (11х)) № 2 Греція, Ірландія № 3 Норвегія, Швеція № 4 Данія (золото), Франція (діамант) |
| «Final Concert Live in Japan»               | - Випущено у 1992 році на VHS і у 2004 році на DVD тільки в Японії - Формат — VHS і DVD |
| «The Freddie Mercury Tribute Concert»       | - Випущено 23 листопада 1992 року на VHS і 13 травня 2002 року на DVD - Формат — VHS і DVD - Чарти: — № 1 Велика Британія № 5 Німеччина |
| «We Are the Champions: Final Live in Japan» | - Випущено 7 червня 2004 року тільки в Японії - Формат — DVD - Чарти: — № 1 Японія |
| «Queen on Fire — Live at Bowl»              | - Випущено 25 жовтня 2004 року - Формат — DVD - Чарти: — № 1 Австрія, Бельгія, Велика Британія (тричі платина), Німеччина, Італія, Швеція, Японія № 2 Нова Зеландія, Португалія (двічі платина) № 4 Норвегія № 5 Франція |
| «Return of the Champions»                   | - Випущено 18 жовтня 2005 року - Формат — DVD - Чарти: — № 1 Велика Британія (платина), Японія № 2 Австрія, Німеччина, Нідерланди № 3 Швеція № 4 Італія № 7 Португалія |
| «Super Live in Japan»                       | - Випущено 28 квітня 2005 року тільки в Японії - Формат — DVD |
| «Queen Rock Montreal»                       | - Випущено 1 листопада 2007 року - Формат — DVD і Blu-ray (випущено 4 грудня 2007 року) |
| «Live at the Rainbow»                       | - Випущено 9 вересня 2014 року - Формат — DVD і Blu-Ray |
| «A Night At The Odeon»                      | - Випущено 20 листопада 2015 року - Формат — DVD і Blu-Ray |

## Концертні відео за участю Queen
| Назва                 | Інформація                                                                     |
| --------------------- | ------------------------------------------------------------------------------ |
| «Party at the Palace» | - Випущено 3 червня 2002 року - Формат — DVD                                   |
| «46664 — The Event»   | - Випущено 5 квітня 2004 року - Формат — DVD                                   |
| «Live Aid»            | - Випущено 8 листопада 2004 року - Формат — DVD - Чарти: — № 1 Велика Британія |

## Інші відео
| Назва                                  | Коментарі                                                                                  | Інформація |
| -------------------------------------- | ------------------------------------------------------------------------------------------ | --- |
| «Champions of the World»               | Документальний фільм про історію гурту з 1969-го до 1995 року.                             | - Випущено 6 листопада 1995 року - Формат — VHS |
| «Greatest Karaoke Hits»                | Відеокліпи гурту тільки з одним музичним супроводом і словами до пісень.                   | - Випущено у 1998 році на VHS і у 2004 році на DVD тільки в Японії, бокс-сет з CD вийшов в 2004 році тільки в Південній Кореї - Формат — VHS і DVD |
| «The Making of 'A Night at the Opera'» | Документальний фільм про створення альбому «A Night at the Opera» з серії «Classic Albums» | - Випущено 20 березня 2005 року - Формат — DVD - Чарти: — № 3 Велика Британія                                                                      |